# 巴登-巴登節日劇院

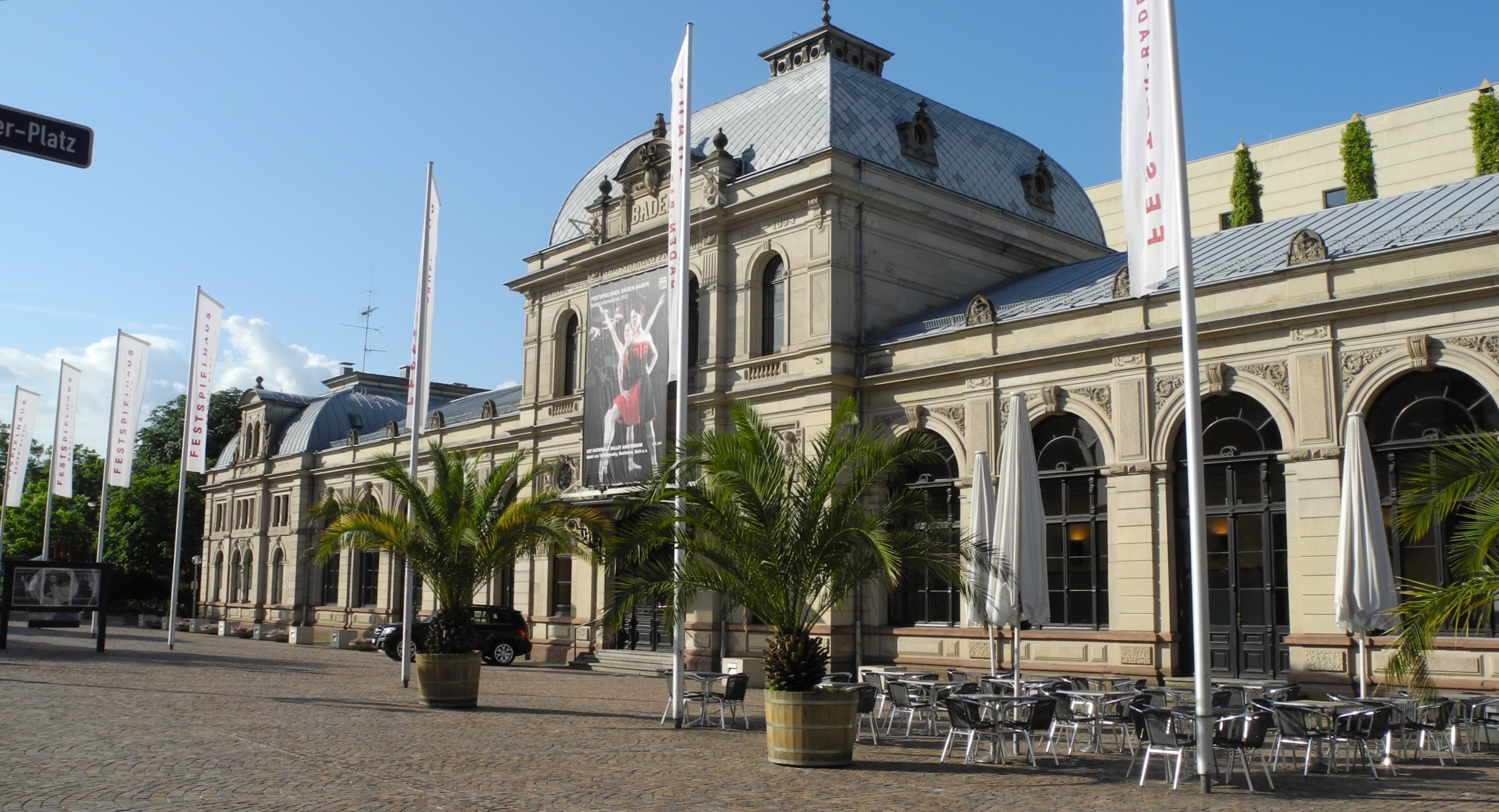
建築立面，採新文藝復興風格

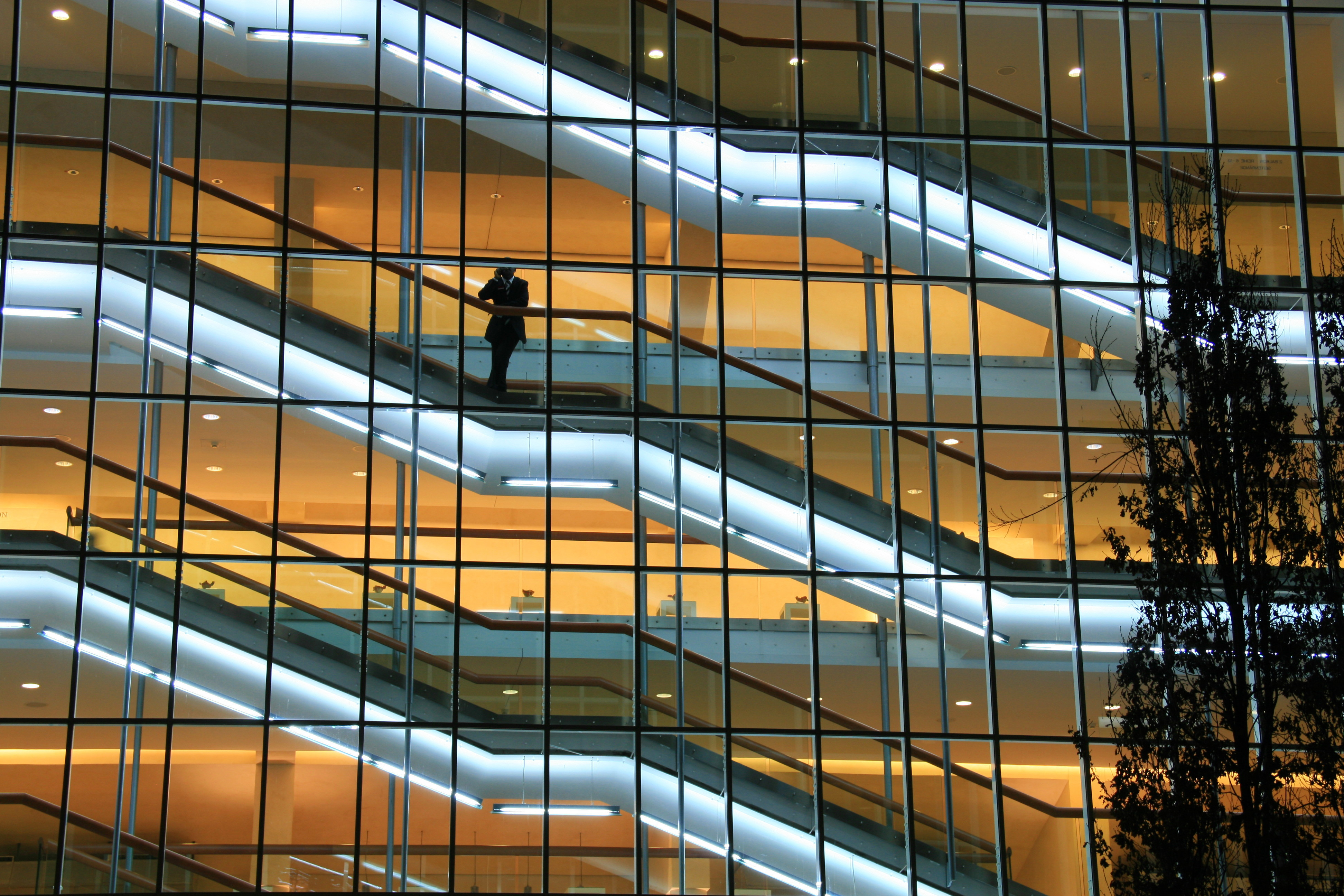
客用階梯

48°46′01″N 8°13′56″E / 48.76694°N 8.23222°E
巴登-巴登節日劇院（德語：Festspielhaus Baden-Baden）是德國最大的歌劇院和音樂廳，席位數為2,500。

## 歷史
巴登-巴登節日劇院築於1904年，當時是作為中央車站（Hauptbahnhof）而用，取代了建於1845年的舊車站。直到1977年為止，都還有鐵路服務。之後票房、餐廳等相關的改建工程陸續進行，1998年4月18日對外開放。威廉·霍茨鮑爾是工程的主建築師。這次工程的經費完全來自私募，是歐洲首例。
2000年3月起，巴登-巴登節日劇院文化基金會轉型為非營利機構。安德烈亞斯·莫利許-扎布豪瑟（Andreas Mölich-Zebhauser）任總管、藝術總監。

## 財政
總預算約20,000,000歐元，三分之二來自票房與周邊收入，其餘三分之一則是私捐與贊助。劇院的年度節目製作費約8,000,000歐元，由大約二千名贊助者，包括「節日劇院之友」等一千五百名劇院會員在內所支持。2013年的數據顯示，各類型節目（音樂會、歌劇、舞劇等）加總的入座率約85個百分點。
劇院也規劃巴登-巴登區域的導遊行程，根據圣加仑大学的研究（2008年），這部分的額外收入達到45,000,000歐元的規模，對於周邊經濟是一大刺激。

## 活動
劇院的主要節目按照一般的樂季安排，即9月開季，翌年7月休季。柏林爱乐乐团、维也纳爱乐乐团、德累斯顿国家管弦乐团、班貝格交響樂團、王家音樂廳管弦樂團、紐約大都會歌劇院，以及漢堡、馬林斯基等地的芭蕾舞團都是常客。2008年起，增加了專為孩童和年輕觀眾群所設計的節目，舉行包括兒童音樂節、兒童歌劇、講座和工作坊等。劇院每年邀請約三千名學生進場參與這些活動，為此並且事先在校園向學生進行講解，除了藝術推廣外，也是客群鞏固的成功案例。

### 重要製作
目前仍在劇院常態演出的劇目包括：
- 威爾第《茶花女》，2001年
- 瓦格納《指環》，2003–4年
- 威爾第《弄臣》，2004年
- 瓦格納《帕西法尔》，2004年
- 莫扎特《魔笛》，2005年
- 瓦格納《罗恩格林》，2006年
- 瓦格納《唐懷瑟》，2008年
- 理查·史特勞斯《玫瑰騎士》，2009年
- 韋伯《自由射手》，2009年
- 多尼采蒂《愛情靈藥》，2012年
- 莫扎特《喬望尼先生》，2013年
- 普契尼《瑪儂·雷斯考（英语：Manon Lescaut (Puccini)）》，2014年

上述節目由西南廣播公司和德法公共电视台製播，以CD、DVD和藍光等形式發行。

## 建築特色
劇院具備良好的聲學效果，名列世界百大廳院之一。

## 外部連結
- 官方网站（英語、德語和法語）